# حارة مستشفى الثورة (أزال)

تعديل مصدري - تعديل

حارة مستشفى الثورة هي إحدى حارات حي مستشفى الثورة بمديرية أزال في مدينة صنعاء، بلغ تعداد سكانها 2207 نسمة حسب تعداد اليمن لعام 2004.